# Robert Fischbach

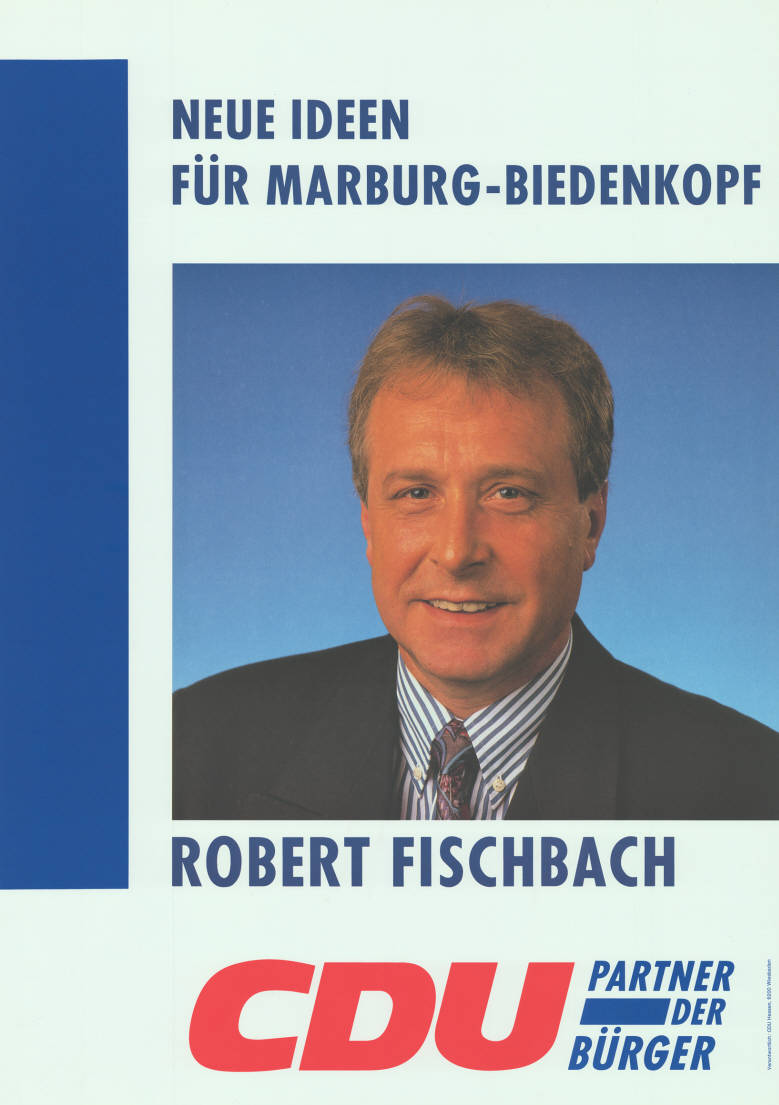
Robert Fischbach auf einem Wahlplakat zur Landtagswahl 1995

Robert Fischbach (* 21. Dezember 1944 in Rüchenbach) ist ein deutscher Politiker (CDU). Er war von 1996 bis 2014 Landrat des Landkreises Marburg-Biedenkopf.

## Biografie
Robert Fischbach wurde am 21. Dezember 1944 in Rüchenbach im Landkreis Marburg-Biedenkopf als ältester Sohn eines Landwirts geboren. Nach dem Volksschulabschluss besuchte er die Landwirtschaftsschule in Gladenbach und Marburg und beendete die landwirtschaftliche Lehre mit der Gesellenprüfung. Die Prüfung zum Landwirtschaftsmeister erfolgte im Jahr 1970. Danach arbeitete er sowohl auf dem elterlichen Hof als auch als landwirtschaftlicher Berater beim Hessischen Verband für Leistungsprüfung in der Tierzucht.
Robert Fischbach ist verheiratet und hat zwei Töchter und sechs Enkel und wohnt in Holzhausen (Dautphetal).

### Politischer Werdegang
Seit 1972 ist Fischbach Mitglied der Christlich Demokratischen Union Deutschland (CDU). 1974 zog er als Abgeordneter in den Kreistag Marburg-Biedenkopf ein. 1981 erhielt er ein weiteres Mandat als Gemeindevertreter in Dautphetal im Landkreis Marburg-Biedenkopf, welches er zehn Jahre innehatte. 1985 übertrug ihm die Kreistagsfraktion der CDU die Aufgabe der Fraktionsgeschäftsführung. 1989 wurde er zum Fraktionsvorsitzenden der CDU-Kreistagsfraktion gewählt.
Seine erste hauptamtliche Position erreichte Fischbach 1992 in Bad Endbach, als er zum Ersten Beigeordneten gewählt wurde.
Nach der Kommunalwahl 1993 wurde er zum hauptamtlichen Ersten Kreisbeigeordneten des Landkreises Marburg-Biedenkopf gewählt. 1995 gewann er die erste Direktwahl des Landrates im Landkreis Marburg-Biedenkopf im ersten Wahlgang mit einem Ergebnis von 55,0 %. Auch die beiden nächsten Landratswahlen im Jahr 2001 (61,3 %) und 2007 (57,2 %) konnte er für sich entscheiden. Er ist damit der erste Landrat in Hessen, der drei Mal hintereinander direkt gewählt wurde. Bei den Landratswahlen im September 2013 trat Fischbach altersbedingt nicht mehr an. Seine Nachfolgerin wurde am 1. Februar 2014 die Sozialdemokratin Kirsten Fründt.

### Weitere Funktionen
Robert Fischbach war von November 2009 bis zum 27. November 2013 Präsident des Hessischen Landkreistages. Am Tag seiner Verabschiedung wurde er zum Ehrenpräsidenten ernannt. Er ist Fraktionsvorsitzender der CDU-Fraktion in der Regionalversammlung Mittelhessen und Abgeordneter im Landeswohlfahrtsverband Hessen.
In der Sparkasse Marburg-Biedenkopf bekleidet er das Amt des Verwaltungsratsvorsitzenden, im Sparkassen- und Giroverband Hessen-Thüringen ist er Mitglied des Verbandsvorstandes, in der Hessischen Landesbank ist er Mitglied im Verwaltungsrat.
Außerdem ist er Mitglied des Aufsichtsrates bei dem Energieregionalversorger E.ON Mitte AG und Vorsitzender des Kommunalausschusses der E.ON Mitte AG.

### Ehrungen
Am 28. November 2013 wurde Robert Fischbach durch den hessischen Ministerpräsidenten Volker Bouffier mit der Freiherr-vom-Stein Plakette ausgezeichnet. Am 31. Januar 2014 erhielt Fischbach in Anerkennung seines außergewöhnlichen Engagements für den Landkreis mit dem Kreislöwen die höchste Auszeichnung des Landkreises Marburg-Biedenkopf, am 6. Dezember 2019 den Hessischen Verdienstorden.